# 布里扬斯河畔拉克鲁瓦西耶
布里揚斯河畔拉克鲁瓦西耶（法語：La Croisille-sur-Briance，法語發音：[la kʁwazij syʁ bʁijɑ̃s]）是法国新阿基坦大区上维埃纳省的一个市镇，位于该省东南部，属于利摩日区。

## 地理
布里扬斯河畔拉克鲁瓦西耶（45°37'50"N, 1°34'55"E）面积43.61 平方千米，位于法国新阿基坦大区上维埃纳省，该省份为法国中西部省份，北起顺时针与安德尔省、克勒兹省、科雷兹省、多爾多涅省、夏朗德省和维埃纳省接壤。
与布里扬斯河畔拉克鲁瓦西耶接壤的市镇（或旧市镇、城区）包括：拉福雷新堡、尚伯雷、梅亚尔、拉波尔舍里、圣吉勒莱福雷、圣梅阿尔、布里扬斯河畔圣维特、叙尔杜、叙萨克。

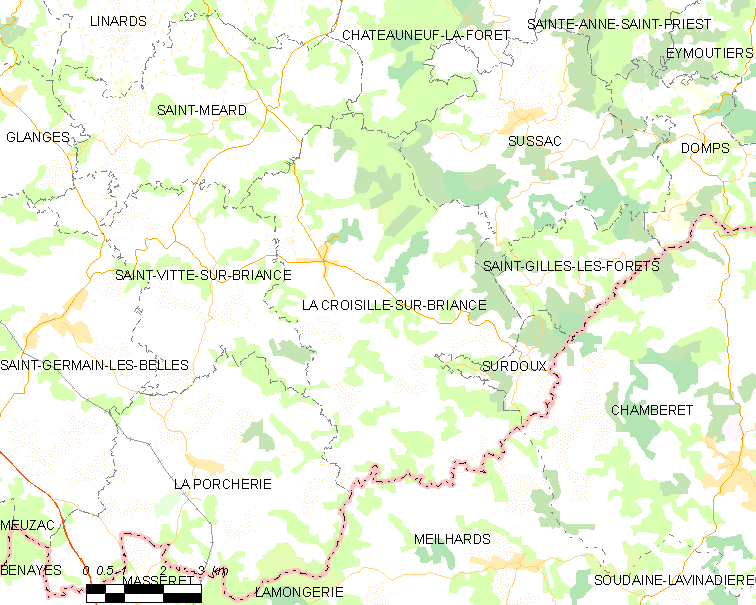
布里扬斯河畔拉克鲁瓦西耶的OSM定位图

布里扬斯河畔拉克鲁瓦西耶的时区为UTC+01:00、UTC+02:00（夏令时）。

## 行政
布里扬斯河畔拉克鲁瓦西耶的邮政编码为87130，INSEE市镇编码为87051。

## 政治
布里扬斯河畔拉克鲁瓦西耶所属的省级选区为埃穆捷县。

## 人口

1962-2008年间布里扬斯河畔拉克鲁瓦西耶人口变化图示

布里扬斯河畔拉克鲁瓦西耶于2022年1月1日时的人口数量为690人。